# Raimbeaucourt
 Raimbeaucourt  es una población y comuna francesa, en la región de Norte-Paso de Calais, departamento de Norte, en el distrito de Douai y cantón de Douai-Nord-Est.

## Demografía
| 4215 | 4224 | 4410 | 4494 | 4277 | 4335 |
| Para los censos de 1962 a 1999 la población legal corresponde a la población sin duplicidades (Fuente: INSEE [Consultar]) |      |      |      |      |      |

Forma parte de la aglomeración urbana de Douai-Lens.